# Keele Peak
Il Keele Peak è una montagna situata nel territorio canadese dello Yukon. È il picco più alto dei Monti Mackenzie e tocca quota 2.972 metri. Si trova a circa 25 km dalla Canol Road non lontano dal confine con i Territori del Nord-Ovest. 
Il picco è stato così nominato in onore di Joseph Keele, un esploratore e geologo trasferitosi in Canada dalla nativa Irlanda.